# 호지 구조
대수기하학에서 호지 구조(Hodge構造, 영어: Hodge structure)는 켈러 다양체 위에 호지 이론으로 주어지는 코호몰로지의 분해와 같은 성질들을 만족시키는 벡터 공간의 분해이다.

## 정의

### 순수 호지 구조
무게가 {\displaystyle n}인 순수 호지 구조(純粹Hodge構造, 영어: pure Hodge structure) {\displaystyle (H,F^{\bullet })}는 다음과 같은 데이터로 구성된다.:Definition 1
- 자유 아벨 군 {\displaystyle H}
- 복소수 벡터 공간의 유한 감소 여과 {\displaystyle H\otimes _{\mathbb {Z} }\mathbb {C} =F^{0}\supseteq F^{1}\supseteq \cdots \supseteq F^{n}}

이는 다음 성질을 만족시켜야 한다.
- {\displaystyle p+q=n+1}이라면, {\displaystyle F^{p}\cap {\bar {F}}^{q}=\{0\}}, {\displaystyle F^{p}\oplus {\bar {F}}^{q}=H\otimes \mathbb {C} }

순수 호지 구조 {\displaystyle (H,F^{\bullet })}에 대하여, 다음과 같은 벡터 공간들을 정의한다.
{\displaystyle H^{p,q}=F^{p}\cap {\bar {F}}^{q}}
그렇다면 다음이 성립한다.
{\displaystyle H\otimes \mathbb {C} =H^{0,n}\oplus H^{1,n-1}\oplus \cdots \oplus H^{n,0}}
{\displaystyle {\bar {H}}^{p,q}\cong H^{q,p}}
무게 {\displaystyle n}의 순수 호지 구조 {\displaystyle (H,F^{\bullet })}의 호지 수(Hodge數, 영어: Hodge number) {\displaystyle h^{\bullet ,n-\bullet }}는 다음과 같다.
{\displaystyle h^{p,n-p}=\dim _{\mathbb {C} }H^{p,q}=\dim _{\mathbb {C} }\operatorname {gr} _{F}^{p}(H\otimes _{\mathbb {Z} }\mathbb {C} )}
순수 호지 구조는 복소수 벡터 공간 {\displaystyle H\otimes _{\mathbb {Z} }\mathbb {C} } 위의, 복소수 곱셈군 {\displaystyle \mathbb {S} (\mathbb {R} )=\mathbb {C} ^{\times }}의 표현으로도 정의할 수 있다. 이 경우, {\displaystyle H^{p,q}}는 {\displaystyle \mathbb {C} ^{\times }}의 작용이 {\displaystyle z\colon v\mapsto z^{p}{\bar {z}}^{q}v}의 꼴인 성분이다.
같은 무게의 두 순수 호지 구조 사이의 사상(寫像, 영어: morphism) {\displaystyle f\colon H\to H'}은 다음과 같은 성질을 만족시키는 아벨 군 준동형이다.
- {\displaystyle f(H^{p,q})\subset \bigoplus _{i\geq 0}H'^{p+i,q-i}}

무게 {\displaystyle k}의 두 개의 순수 호지 구조 {\displaystyle H}, {\displaystyle H'}이 주어졌을 때,  직합 {\displaystyle H\oplus H'} 역시 무게 {\displaystyle k}의 순수 호지 구조를 이룬다.
무게 {\displaystyle k}의 순수 호지 구조 {\displaystyle H}와 무게 {\displaystyle k'}의 순수 호지 구조 {\displaystyle H'}이 주어졌을 때, 텐서곱 {\displaystyle H\otimes H'}은 무게 {\displaystyle kk'}의 순수 호지 구조를 이룬다.
무게 {\displaystyle k}의 순수 호지 구조 {\displaystyle H} 위의 극성화(極性化, 영어: polarization) {\displaystyle Q}는 다음 조건들을 만족시키는, {\displaystyle H} 위의 정수 이차 형식이다.
- {\displaystyle Q^{\mathbb {C} }(a,b)=(-1)^{k}\mathbb {Q} ^{\mathbb {C} }(b,a)\qquad \forall a,b\in H\otimes _{\mathbb {Z} }\mathbb {C} }
- {\displaystyle Q^{\mathbb {C} }(a,b)=0\forall a\in H^{p,q},\;b\in H^{p',q'},\;(p,q)\neq (q',p')}
- {\displaystyle i^{p-q}Q(a,{\bar {a}})\in \mathbb {R} ^{+}\forall a\in H^{p,q}\setminus \{0\}}

### 혼합 호지 구조
혼합 호지 구조(混合Hodge構造, 영어: mixed Hodge structure) {\displaystyle (H,F^{\bullet },W_{\bullet })}는 다음과 같은 데이터로 구성된다.:Definition 10(1)
- 아벨 군 {\displaystyle H}
- {\displaystyle H\otimes \mathbb {C} } 위의, 복소수 벡터 공간들의 유한 감소 여과 {\displaystyle H\otimes \mathbb {C} =F^{0}\supseteq F^{1}\supseteq \cdots \supseteq F^{k}}. 이를 호지 여과(Hodge濾過, 영어: Hodge filtration)라고 한다.
- {\displaystyle H\otimes \mathbb {Q} } 위의, 유리수 벡터 공간들의 유한 증가 여과 {\displaystyle W_{0}\subseteq W_{1}\subseteq \cdots \subseteq W_{m}=H\otimes \mathbb {Q} }. 이를 무게 여과(-濾過, 영어: weight filtration)라고 한다.

이는 다음을 만족시켜야 한다.
- 모든 {\displaystyle n}에 대하여, {\displaystyle \operatorname {gr} _{n}^{W}H=(W_{n}/W_{n-1})\otimes \mathbb {C} } 위의 감소 여과 {\displaystyle F^{p}\operatorname {gr} _{n}^{W}H=(F^{p}\cap W_{n}\otimes \mathbb {C} +W_{n-1}\otimes \mathbb {C} )/(W_{n-1}\otimes \mathbb {C} )}는 무게 {\displaystyle n}의 순수 호지 구조를 이룬다.

혼합 호지 구조 위의 극성화는 무게 여과의 각 등급 성분에 주어지는 극성화로 구성된다.
혼합 호지 구조 {\displaystyle (H,F^{\bullet },W_{\bullet })}의 호지 수(Hodge數, 영어: Hodge number) {\displaystyle h^{\bullet ,\bullet }}는 다음과 같다.:Definition 10(3)
{\displaystyle h^{p,q}=\dim _{\mathbb {C} }\operatorname {gr} _{F}^{p}\operatorname {gr} _{p+q}^{W}(H\otimes _{\mathbb {Z} }\mathbb {C} )}
두 혼합 호지 구조 {\displaystyle (H,F,W)}, {\displaystyle (H',F',W')} 사이의 사상(寫像, 영어: morphism) {\displaystyle f\colon H\to H'}은 다음과 같은 성질을 만족시키는, 아벨 군의  준동형이다.
- {\displaystyle f(F^{p})\subseteq F'^{p}}
- {\displaystyle f(W_{k}H)\subseteq W'_{k}}

혼합 호지 구조와 그 사상들의 범주는 아벨 범주를 이룬다. 이 범주에서의 핵과 여핵은 (망각 함자를 통해) 복소수 벡터 공간에서의 핵 · 여핵과 일치한다. 또한, 이 범주는 텐서곱을 가지며, 텐서곱을 통하여 단나카 범주(영어: Tannakian category)를 이룬다.

## 다양체의 호지 구조

### 켈러 다양체
콤팩트 켈러 다양체 (또는 복소수체 위의 비특이 완비 사영 대수다양체) {\displaystyle X}의 복소수 계수 특이 코호몰로지 {\displaystyle H^{k}(X;\mathbb {C} )=H^{k}(X;\mathbb {Z} )\otimes \mathbb {C} }는 호지 이론에 의하여 다음과 같이 분해된다.
{\displaystyle H^{k}(X;\mathbb {Z} )\otimes \mathbb {C} =\bigoplus _{p+q=k}H^{p,q}(X)\qquad \forall k=0,1,\dots ,n}
이는 무게 {\displaystyle n}의 순수 호지 구조를 이룬다. 또한, 모든 차수의 코호몰로지들의 직합
{\displaystyle H(X;\mathbb {Z} )=\bigoplus _{n}H^{n}(X;\mathbb {Z} )}
은 혼합 호지 구조를 이룬다. 여기서 무게 여과는
{\displaystyle W_{k}=\bigoplus _{i\leq k}H^{i}(X;\mathbb {Z} )\otimes \mathbb {Q} }
이며, 호지 여과는
{\displaystyle F^{p}=\bigoplus _{i\geq p}H^{i,n-i}}
이다.
두 콤팩트 켈러 다양체 사이의 정칙 사상 {\displaystyle f\colon M\to M'}은 순수 호지 구조의 사상
{\displaystyle f^{*}\colon H^{n}(M')\to H^{n}(M)}
을 유도한다.:Example 7

### 비완비 비특이 대수다양체
(완비 대수다양체가 아닐 수 있는) 복소수 비특이 대수다양체 {\displaystyle X}의 {\displaystyle k}차 특이 코호몰로지 {\displaystyle H^{k}(X;\mathbb {Z} )} 위에는 자연스럽게 혼합 호지 구조가 존재하며, 무게 여과에 따라 {\displaystyle H^{k}(X;\mathbb {Z} )} 위에 존재하는 무게는 {\displaystyle k,k+1,\dots ,\min\{2\dim _{\mathbb {C} }X,2k)}이다.:Theorem 8
{\displaystyle \operatorname {gr} _{n}^{W}H^{k}(X;\mathbb {Q} )\neq 0\implies k\leq n\leq \min\{2\dim _{\mathbb {C} }U,2k\}}
또한, 이는 함자적이다. 즉, 이는 복소수 비특이 대수다양체의 범주의 반대 범주에서, 혼합 호지 구조의 범주로 가는 함자를 이룬다.
비특이 사영 대수다양체 {\displaystyle X}의 닫힌 비특이 부분다양체 {\displaystyle Y\hookrightarrow X}가 주어진다면, 대수적 위상수학에 따라서 다음과 같은 (상대) 특이 코호몰로지의 (아벨 군으로서의) 긴 완전열이 존재한다.
{\displaystyle \cdots \to H^{i}(X,Y)\to H^{i}(X)\to H^{i}(Y)\to H^{i+1}(X,Y)\to H^{i+1}(X)\to \cdots }
혼합 호지 구조 함자에 따라서, 이는 혼합 호지 구조의 긴 완전열을 이룬다. 이 경우 {\displaystyle H^{\bullet }(X)}는 순수 호지 구조이지만, {\displaystyle H^{\bullet }(X,Y)} 및 {\displaystyle H^{\bullet }(Y)}는 순수 호지 구조가 아닐 수 있다.

### 특이 대수다양체
보다 일반적으로, (특이점을 가질 수 있는) 임의의 복소수 준사영 대수다양체에 대해서도 혼합 호지 구조를 자연스럽게 정의할 수 있다. 일부 경우 이는 미분 형식으로 계산할 수 있다.

## 관련 개념
호지 구조의 변동(Hodge構造의變動, 영어: variation of Hodge structure)은 대략 어떤 복소다양체로 매개변수화된 호지 구조들의 족이다. 필립 오거스터스 그리피스가 도입하였다.
호지 가군(Hodge加群, 영어: Hodge module)은 대략 "호지 구조들의 층"으로 생각할 수 있다. 사이토 모리히코(일본어: 斎藤 盛彦)가 도입하였다.

## 예

### 무게 0 또는 1의 호지 구조
임의의 아벨 군 {\displaystyle H}에, 다음과 같이 자명하게 무게 0의 순수 호지 구조를 줄 수 있다.
{\displaystyle H^{0,0}=H\otimes _{\mathbb {Z} }\mathbb {C} }
{\displaystyle F^{0}=H\otimes _{\mathbb {Z} }\mathbb {C} }
만약 호지 구조의 차수 {\displaystyle (p,q)}가 둘 다 음이 아닌 정수라면 이는 무게 0의 유일한 순수 호지 구조이다.
아벨 군 {\displaystyle H} 위의, 무게 1의 순수 호지 구조는 (만약 차수 {\displaystyle (p,q)}가 모두 음이 아닌 정수라면) 실수 벡터 공간{\displaystyle H\otimes _{\mathbb {Z} }\mathbb {R} } 위의 복소구조
{\displaystyle J\colon H\otimes _{\mathbb {Z} }\mathbb {R} \to H\otimes _{\mathbb {Z} }\mathbb {R} }
{\displaystyle J^{2}=-1}
와 같다. 이 경우,
{\displaystyle H^{1,0}=\{v\in H\otimes _{\mathbb {Z} }\mathbb {C} \colon J^{\mathbb {C} }v=iv\}}
{\displaystyle H^{0,1}=\{v\in H\otimes _{\mathbb {Z} }\mathbb {C} \colon J^{\mathbb {C} }v=-iv\}}
이다. 여기서
{\displaystyle J^{\mathbb {C} }\colon H\otimes _{\mathbb {Z} }\mathbb {C} \to H\otimes _{\mathbb {Z} }\mathbb {C} }
{\displaystyle (J^{\mathbb {C} })^{2}=-1}
는 {\displaystyle J}의 복소수체로의 선형 확대이다.
보다 일반적으로, 임의의 아벨 군 {\displaystyle H} 위에, 짝수 무게 {\displaystyle 2n}의 자명한 순수 호지 구조를 다음과 같이 줄 수 있다.:Example 1
{\displaystyle H^{p,q}={\begin{cases}H\otimes _{\mathbb {Z} }\mathbb {C} &(p,q)=(n,n)\\\{0\}&(p,q)\neq (n,n)\end{cases}}}
테이트 호지 구조(영어: Tate Hodge structure) {\displaystyle \mathbb {Z} (1)}는 {\displaystyle \mathbb {Z} } 위에 정의되는, 무게 {\displaystyle -2}의 순수 호지 구조이다.:Example 2 이의 텐서곱을 취하여 얻는, 자명한 무게 {\displaystyle -2n}의 호지 구조는 {\displaystyle \mathbb {Z} (n)}으로 쓴다.

### 테이트 뒤틂
무게 {\displaystyle k}의 순수 호지 구조 {\displaystyle (H,F^{\bullet })} 및 정수 {\displaystyle r}가 주어졌을 때, 테이트 뒤틂(영어: Tate twist) {\displaystyle H(r)}는 다음과 같은, 무게 {\displaystyle k+2r}의 순수 호지 구조이다.:Example 3
- 아벨 군으로서, {\displaystyle H(r)=H}
- {\displaystyle H(r)^{p,q}=H^{p-r,q-r}}

### 구멍을 뚫은 타원 곡선
복소수 타원 곡선 {\displaystyle E}에 서로 다른 닫힌 점 {\displaystyle z_{1},\dots ,z_{k}\in E}가 주어졌다고 하자. 이 경우, 점을 제거한 타원 곡선의 혼합 호지 구조는 다음과 같다.:Example 18 우선, 특이 코호몰로지는 다음과 같다.
{\displaystyle H^{0}(E\setminus \{z_{1},\dots ,z_{k}\};\mathbb {Q} )=0}
{\displaystyle H^{1}(E\setminus \{z_{1},\dots ,z_{k}\};\mathbb {Q} )\cong \mathbb {Q} ^{k+1}\qquad (k>1)}
{\displaystyle H^{2}(E\setminus \{z_{1},\dots ,z_{k}\};\mathbb {Q} )=0\qquad (k>0)}
상대 코호몰로지 긴 완전열을 사용하면 다음과 같다.
{\displaystyle 0\to H^{0}(E,E\setminus \{z_{1},\dots ,z_{k}\};\mathbb {Q} )=0\to H^{0}(E;\mathbb {Q} )\to H^{0}(E\setminus \{z_{1},\dots ,z_{k}\};\mathbb {Q} )\to H^{1}(E,E\setminus \{z_{1},\dots ,z_{k}\};\mathbb {Q} )=0\to H^{1}(E;\mathbb {Q} )\to H^{1}(E\setminus \{z_{1},\dots ,z_{k}\};\mathbb {Q} )\to H^{2}(E,E\setminus \{z_{1},\dots ,z_{k}\};\mathbb {Q} )\to H^{2}(E;\mathbb {Q} )\to H^{2}(E\setminus \{z_{1},\dots ,z_{k}\};\mathbb {Q} )=0}
즉, 이는 다음과 같이 분해된다.
{\displaystyle 0\to H^{0}(E;\mathbb {Q} )\to H^{0}(E\setminus \{z_{1},\dots ,z_{k}\};\mathbb {Q} )\to 0}
{\displaystyle 0\to H^{1}(E;\mathbb {Q} )\to H^{1}(E\setminus \{z_{1},\dots ,z_{k}\};\mathbb {Q} )\to H^{2}(E,E\setminus \{z_{1},\dots ,z_{k}\};\mathbb {Q} )\to H^{2}(E;\mathbb {Q} )\to 0}
긴 완전열의 사상은 혼합 호지 구조의 사상을 이루므로, 이를 무게에 따라 분해하면 다음과 같다.
{\displaystyle 0\to H^{1}(E;\mathbb {Q} )\cong \mathbb {Q} ^{2}\to \operatorname {gr} _{1}^{W}H^{1}(E\setminus \{z_{1},\dots ,z_{k}\};\mathbb {Q} )\to \operatorname {gr} _{1}^{W}H^{2}(E,E\setminus \{z_{1},\dots ,z_{k}\};\mathbb {Q} )=0}
{\displaystyle 0\to \operatorname {gr} _{2}^{W}H^{1}(E\setminus \{z_{1},\dots ,z_{k}\};\mathbb {Q} )\to H^{2}(E,E\setminus \{z_{1},\dots ,z_{k}\};\mathbb {Q} )\cong \mathbb {Q} ^{k}\to H^{2}(E;\mathbb {Q} )\cong \mathbb {Q} \to 0}
즉,
{\displaystyle \operatorname {gr} _{0}^{W}H^{0}(E\setminus \{z_{1},\dots ,z_{k}\};\mathbb {Q} )=H^{0}(E\setminus \{z_{1},\dots ,z_{k}\};\mathbb {Q} )}
{\displaystyle \dim _{\mathbb {Q} }\operatorname {gr} _{1}^{W}H^{1}(E\setminus \{z_{1},\dots ,z_{k}\};\mathbb {Q} )=2}
{\displaystyle \operatorname {gr} _{2}^{W}H^{1}(E\setminus \{z_{1},\dots ,z_{k}\};\mathbb {Q} )=H^{2}(E\setminus \{z_{1},\dots ,z_{k}\};\mathbb {Q} )}
이며, 구멍이 뚫린 타원 곡선의 1차 코호몰로지의 혼합 호지 구조는 무게 1 및 2를 가진다.

### 횡단 교차
대수다양체 {\displaystyle X}가 두 개의 비특이 사영 대수다양체 {\displaystyle X_{1}}과 {\displaystyle X_{2}}의 합집합이며, {\displaystyle X_{1}}과 {\displaystyle X_{2}}는 횡단적으로 교차한다면, 그 호지 구조를 다음과 같이 계산할 수 있다.:§4 대수적 위상수학에 따르면, 특이 코호몰로지 위에 마이어-피토리스 완전열이 존재한다.
{\displaystyle \cdots \to H^{i-1}(X_{1}\cap X_{2}){\xrightarrow {\delta _{i-1}}}H^{i}(X)\to H^{i}(X_{1})\oplus H^{i}(X_{2})\to H^{i}(X_{1}\cap X_{2}){\xrightarrow {\delta _{i}}}H^{i+1}(X)\to \cdots }
이는 혼합 호지 구조의 완전열을 이룬다. 이 완전열에서 {\displaystyle H^{i}(X_{1}\cap X_{2})}와 {\displaystyle H^{i}(X_{1})\oplus H^{i}(X_{2})}는 무게 {\displaystyle i}의 순수 호지 구조를 가지지만, {\displaystyle H^{i}(X)}는 일반적으로 무게 {\displaystyle i} 및 {\displaystyle i-1}을 갖는 혼합 호지 구조이며, 구체적으로 다음과 같다.
{\displaystyle W_{j}(H^{i}(X))={\begin{cases}H^{i}(X)&j\geq i\\\operatorname {im} \delta _{i-1}&j=i-1\\0&j<i-1\end{cases}}}

## 같이 보기
- 호지 이론
- 호지 추측
- 모티브 (수학)